# Balogh Emese
Balogh Emese (Budapest, 1939. március 19. – 2014. szeptember 6.) magyar színésznő.

## Életpályája
Gyermekkorában rendszeresen szerepelt a Magyar Rádióban. 1955-ben, 16 évesen vették fel a Színház- és Filmművészeti Főiskolára, 1959-ben végzett. 1959–1967 között a Miskolci Nemzeti Színházban játszott. 1967–1969 között a szolnoki Szigligeti Színházban és a Győri Kisfaludy Színházban volt színész. 1969-től tíz évig szabadfoglalkozású volt, de vendégművészként fellépett a Szegedi Nemzeti Színházban, a győri Kisfaludy Színházban, a debreceni Csokonai Színházban és a Miskolci Nemzeti Színházban is. 1979–1982 között a Várszínházban lépett fel. A Nemzeti Színház tagjaként, utolsó bemutatója 1994-ben volt.

## Színházi szerepei
A Színházi adattárban regisztrált bemutatóinak száma: 52.; ugyanitt öt színházi felvételen is látható.
- Ancsi (Varázskeringő)
- Amoróza (Lumpáciusz Vagabundusz avagy a három jómadár)
- Sárika (Heltai Jenő: A Tündérlaki lányok)
- Éva (Érdekházasság)
- Clara (Sardou: Párizsiak New Yorkban)
- Pávaszem kisasszony (Horváth Dezső: Pávaszem kisasszony)
- Jelizavéta (A Néva partján)
- Lindenwall Edith (Jókai Mór: A kőszívű ember fiai)
- Eliz (Molière: A fösvény)
- Mája (Egy szerelem története)
- Júlia és Montague-né (William Shakespeare: Rómeó és Júlia)
- Dőry Mária (Mikszáth Kálmán: Különös házasság)
- Beatrice (Jékely Zoltán: Mátyás király juhásza)
- Zília és Beatrix (Heltai Jenő: A néma levente)
- Ilsebill von Hohenau (Az ellopott város)
- Athalie (Jókai Mór: Az aranyember)
- Zita (Caragiale: Zűrzavaros éjszaka)
- Zsuzsa (Kállai István: Férjek a küszöbön)
- Éva (Madách Imre: Az ember tragédiája)
- Desdemona (William Shakespeare: Othello)
- Mesélő (Tolsztoj: Háború és béke)
- Mária (Huszka Jenő: Mária főhadnagy)
- Stella (Tennessee Williams: A vágy villamosa)
- Vaszilissza (Gorkij: Éjjeli menedékhely)
- Karola (Gyárfás Miklós: Egérút)
- Hercegnő és Abigali (Scribe: Egy pohár víz)
- Susanne (Az esernyős király)
- Emőke (Gárdonyi Géza: A láthatatlan ember)
- Lavinia (O'Neill: Amerikai Elektra)
- Ilona (Vészi Endre: Kettévált mennyezet)
- Rachel (Gorkij: Vassza Zseleznova)
- Jeanne (Anouilh: Pacsirta)
- Clarice Donohue (Ustinov: Célfotó)
- Clea (Shaffer: Játék a sötétben)
- Kasztíliai Blanka (Shakespeare–Dürrenmatt: János király)
- Maja (Mocsár Gábor: Mindenki városa)
- Melinda (Katona József: Bánk bán)
- Antigoné (Szophoklész: Antigoné)
- Izolda (Illés Endre – Vas István: Trisztán)
- Juno (William Shakespeare: A vihar)
- Sybilla (Én, Claudius)
- Zodius (Miklós Tibor: Sztárcsinálók)
- Bettina Clausen (Hauptmann: Naplemente előtt)
- Paulette (Arthur Miller: Játék az időért)
- Klári (Sarkadi Imre: Elveszett paradicsom)
- Nagyasszony (Bródy Sándor: A tanítónő)
- Marianna (Molière: Tartuffe)
- Annuska (William Shakespeare: A windsori víg nők)

## Filmjei

### Játékfilmek
| - Gyalog a mennyországba (1959) - Szerelem csütörtök (1959) - Bogáncs (1959) - Merénylet (1960) - Kertes házak utcája (1962) - Megszállottak (1962) - Tücsök (1963) - A kőszívű ember fiai (1965) - A férfi egészen más (1966) - Krebsz, az isten (1969) - Történelmi magánügyek (1969) - A gyilkos a házban van (1970) | - A magyar ugaron (1972) - Nápolyt látni és… (1973) - Az Isten is János (1977) - Dóra jelenti (1978) - Az erőd (1979)... vendég - Ballagás (1980) - Színes tintákról álmodom (1980) - Hatásvadászok (1982) - Mata Hari (1985) - Gyerekrablás a Palánk utcában (1985) - Isten veletek, barátaim! (1987) |

### Tévéfilmek
| - Princ, a katona 1-13. (1967) - Bors (1968) - A 0416-os szökevény (1970) - Móricz Zsigmond: Házasságtörés (1972) - Kínai kancsó (film) (1973) - Villám (1981) | - Liszt Ferenc (1982) - Máz (1986) - Nyolc évszak 1-8. (1987) - Sarkadi Imre: Elveszett paradicsom (1989) - Karácsonyi varázslat (2000) - Szeress most! (2003) |

## Önálló estjei
- Segíts élni
- Vallomás (1975)

## Szinkronszerepei
- Dallas (televíziós sorozat, 1978): Donna Culver Krebbs - Susan Howard
- Petrocelli: Maggie Petrocelli - Susan Howard
- Piedone Egyiptomban: Connie - Cinzia Monreale